# Oczy Mlody
Oczy Mlody è il quattordicesimo album in studio del gruppo rock statunitense The Flaming Lips, pubblicato il 13 gennaio 2017.

## Tracce
1. Oczy Mlody – 2:53
2. How?? – 4:24
3. There Should Be Unicorns (featuring Reggie Watts) – 5:49
4. Sunrise (Eyes of the Young) – 4:05
5. Nigdy Nie (Never No) – 4:10
6. Galaxy I Sink – 3:57
7. One Night While Hunting for Faeries and Witches and Wizards to Kill – 6:07
8. Do Glowy – 4:18
9. Listening to the Frogs With Demon Eyes – 7:35
10. The Castle – 4:50
11. Almost Home (Blisko Domu) – 4:53
12. We a Famly (featuring Miley Cyrus) – 4:44